# Васил Ставрев (революционер)
Васил Ставрев Пандов е български революционер, деец на Вътрешната македоно-одринска революционна организация.

## Биография
Васил Ставрев е роден в 1884 година в костурското село Дреновени, тогава в Османската империя, днес в Гърция. Присъединява се към ВМОРО. През лятото на 1903 година по време на Илинденско-Преображенското въстание участва във всички сражения на костурските въстаници до самия край на въстанието.
При избухването на Балканската война в 1912 година е доброволец в Македоно-одринското опълчение на Българската армия и служи в 3-та рота на 12-а лозенградска дружина.
На 6 март 1943 година, като жител на Битоля, подава молба за българска народна пенсия, която е одобрена и пенсията е отпусната от Министерския съвет на Царство България.